# Карл де ла Серда
Карл де ла Серда (1327  — 8 січня 1354 , Л'Егль ) — сеньйор де Люнель, граф Ангулемський з 1350 року, намісник Пікардії й Артуа, конетабль Франції при королі Іоанну Другому, представник кастильського королівського прізвища де ла Серда, відстороненого від правління.

## Біографія
Карл Іспанський був сином Альфонсо де ла Серда та Ізабелли д'Антуен і онуком Альфонсо де ла Серда, який був відсторонений від успадкування кастильського престолу своїм дядьком Санчо IV, та пізніше знайшов притулок у Франції.
Отримання освіти для Карла де ла Серда було доручено Головному раднику французького короля Філіпа VI Мілю де Нуайє, який був також учителем старшого сина короля, майбутнього Іоанна II. Після сходження на французький престол (1350) Іоанн зробив свого фаворита Карла Іспанського графом Ангулема, на шкоду інтересам короля Наварри Карла Злого. Де ла Серда протистояв королю Наварри, адже той пред'являв свої права на графства Шампань, Брі та Бургундське герцогство.
Карл де ла Серда командував союзним Франції іспанським флотом у битві при Вінчелсі (29 серпня 1350 року), і зазнав поразки від англійців.
У січні 1351 року Карл де ла Серда був призначений конетаблем Франції. Попередній коннетабль Рауль II де Брієнн, граф д'Е, був страчений без суду та слідства за наказом Іоанна II в листопаді 1350 року. Як конетабль Карл де ла Серда взяв участь у військових сутичках між Францією та Англією під час Столітньої війни. У 1352 році Карл де ла Серда одружився з Маргаритою де Блуа, дочкою Карла де Блуа, барона де Маєн і сеньйора де Гіз. Дітей у шлюбі не було.
На початку січня 1354 року конетабль з невеликим ескортом відправився в Нормандію, щоб відвідати свою тітку, герцогиню Алансонську Марію де ла Серда. Він був заколений у готелі «Свиня-тонкопряха» (La Truie-qui-file) в Л'Егль (Нормандія) 80 ударами меча Жаном Сультом, якого підіслав Філіп Наваррський, брат Карла Злого. Хроніст Фруассар пише, що конетабль був убитий «за наказом сеньйора Карла Наваррського, графа Евре, надісланими ним туди воїнами». «Сам король Наваррський залишався в сараї за межами міста, поки його люди не повернулися, зробивши цю справу. Говорили, що йому допомагали його брат, сеньйор Філіп Наваррський, сеньйор Луї д'Аркур, сеньйор Жоффруа д'Аркур, його дядько та багато інших лицарів, як з Наварри, так і з Нормандії», — додає також Фруассар.
Вбивство Карла де ла Серда описано в романі Моріса Дрюона «Коли король втрачає Францію».